# Oisy-le-Verger
Oisy-le-Verger är en kommun i departementet Pas-de-Calais i regionen Hauts-de-France i norra Frankrike. Kommunen ligger i kantonen Marquion som tillhör arrondissementet Arras. År 2022 hade Oisy-le-Verger 1 200 invånare.

## Befolkningsutveckling
Antalet invånare i kommunen Oisy-le-Verger
| Referens: INSEE |